# Soziale Ordnung
Soziale Ordnung oder Sozialordnung ist das durch soziale Normen und Institutionen geregelte Zusammenleben von Menschen in Gemeinschaften und Gesellschaften. Die Soziale Ordnung beruht nach Émile Durkheim und Talcott Parsons auf der Verbindlichkeit von moralischen Normen.
Seit Emile Durkheim wird in der Soziologie soziale Ordnung anhand von Kollektivität erklärt, wobei Normen und Werte auf kollektive Vorstellungen zurückgeführt werden.
Max Weber prägte den Begriff. Bei ihm ist verkürzt von Ordnung oder legitimer Ordnung die Rede. Nach Weber sind Wirtschaft und politische Herrschaft Teilordnungen, die Ungleichheit produzieren und reproduzieren und kulturell unterbaut werden müssen.
Die Soziale Ordnung steht in der Betrachtung des Strukturfunktionalismus in enger Beziehung mit Institutionen und Bräuchen, die beide zur Stabilität der Gesellschaft beitragen.
Suzanne Keller fasst Elite als verantwortlich für die Einhaltung unter anderem der sozialen Ordnung auf.
Eng verwandt mit dem Begriff der Sozialen Ordnung ist der Begriff der Gesellschaftsgeschichte nach Wolfgang Schluchter. Nach Heinz Steinert ist das Ziel der Ordnungstheorie die „Konstruktion der guten und notwendigen Herrschaft“.